# Zmaga (sura)
Zmaga (arabsko Al-Fath) je 48. sura (poglavje) v Koranu, ki jo sestavlja 29 ajatov (verzov). Je medinska sura.
Med opravljanjem molitve (salata oz. namaza) pri tej suri verniki opravijo 2 ruku'jev (priklonov).